# Jurij Kucenko (lekkoatleta)
Jurij Michajłowicz Kucenko, ros. Юрий Михайлович Куценко (ur. 5 marca 1952 w Tawrowie w obwodzie biełgorodzkim, zm. 22 maja 2018 w Biełgorodzie) – rosyjski lekkoatleta (wieloboista) startujący w barwach ZSRR, wicemistrz olimpijski z 1980.
Zajął 5. miejsce w dziesięcioboju na mistrzostwach Europy w 1978 w Pradze.
Na igrzyskach olimpijskich w 1980 w Moskwie zdobył srebrny medal, za Daleyem Thompsonem z Wielkiej Brytanii, a przed innym reprezentantem ZSRR Siergiejem Żełanowem.
Był mistrzem ZSRR w dziesięcioboju w 1980.
Rekordy życiowe Kucenki:
| Konkurencja                     | Data i miejsce         | Wynik    |
| ------------------------------- | ---------------------- | -------- |
| bieg na 100 metrów              | 21 czerwca 1984, Kijów | 11,07    |
| bieg na 400 metrów              | 25 lipca 1980, Moskwa  | 48,67    |
| bieg na 1500 metrów             | 22 czerwca 1984, Kijów | 4:12,68  |
| bieg na 110 metrów przez płotki | 22 czerwca 1984, Kijów | 14,94    |
| skok wzwyż                      | 21 czerwca 1984, Kijów | 2,13     |
| skok o tyczce                   | 26 lipca 1980, Moskwa  | 4,90     |
| skok w dal                      | 25 lipca 1980, Moskwa  | 7,74     |
| pchnięcie kulą                  | 21 czerwca 1984, Kijów | 15,11    |
| rzut dyskiem                    | 16 czerwca 1985, Soczi | 50,86    |
| rzut oszczepem (stary model)    | 26 lipca 1980, Moskwa  | 68,08    |
| dziesięciobój                   | 22 czerwca 1984, Kijów | 8519 pkt |